# Why Don't We Do It in the Road?
"Why Don't We Do It in the Road?" is een nummer van The Beatles, uitgebracht op hun album The Beatles. Het nummer is gezongen en geschreven door Paul McCartney en toegeschreven aan Lennon-McCartney. Het nummer is kort en simpel; het is een 1:42 lange twelve-bar-blues die begint met begint met drie percussie-elementen (een hand die op een akoestische gitaar slaat, handgeklap en drums) en McCartneys steeds rauwere stem laat horen, die een simpele tekst van maar twee verschillende zinnen herhaalt.
McCartney schreef het nummer nadat hij twee apen op straat had zien paren in Rishikesh, India. Hij verwonderde zich over de eenvoud van dit natuurlijke scenario in vergelijking met de emotionele turbulentie die gepaard gaat met menselijke relaties.

## Opnamen
Op 9 oktober 1968 nam McCartney vijf takes van het nummer op in de Abbey Road Studios, terwijl John Lennon en George Harrison bezig waren met twee andere nummers van het album. Anders dan het bluesachtige resultaat begon het nummer als een akoestisch gitaarnummer waarin McCartney zachte en schelle zang afwisselde. In deze eerste opname speelde McCartney alle instrumenten zelf.
Op 10 oktober maakten McCartney en Ringo Starr het nummer af. Starr voegde drums en handgeklap toe, McCartney meer zang, basgitaar en leadgitaar.

## Bezetting
- Paul McCartney - zang, akoestische gitaar, piano, leadgitaar, basgitaar, handgeklap
- Ringo Starr - drums, handgeklap

Bezetting naar Ian MacDonald